# Den gode, den onde og den virk'li sjove
Den gode, den onde og den virk'li sjove er navnet på et dansk satireprogram, der blev sendt som ugentligt program på DR i 1990-91. 
Programmet kan ses som et led i dansk tv-satire tradition. Dog rettedes satiren i Den gode, den Onde og den virk'li Sjove ikke så meget mod politikere og autoriteter som tidligere, men mere mod almindelige danskere, der blev fremstillet som middelmådige, og mod den voksende populistiske tendens hos public service-institutionen selv. 
Kendte indslag fra serien var ”Fire ganske almindelige danskeres helt almindelige holdninger til den danske befolkning” og monologerne med Peter Schrøder i ”Det’ fand’me uhyggeligt, du”. 
Piv Bernth var instruktør og forfatterholdet bestod af Ole Bornedal, Ann Mariager og Claus Flygare. Også Adam Price, Henrik Gad og Arne Forchammer bidrog samt en række andre tekstforfattere.
Blandt de medvirkende skuespillere var foruden Peter Schrøder Kurt Ravn, Niels Olsen, Ditte Gråbøl, Michelle Bjørn-Andersen, Jess Ingerslev, Ulf Pilgaard, Kirsten Lehfeldt, Lise Ringheim, Peter Hesse Overgaard og en række andre skuespillere.